# Schönboden
Schönboden je naselje občine Cirkno v okraju Šmohor na Koroškem v Avstriji.